# Андреас Андруцос
Андруцу Верушу-Мучана или Андреас Андруцос (на гръцки: Ανδρέας Ανδρούτσος) е прославен арматолски капитан от армънски произход. Известен с псевдонима Румелийският лъв (λιοντάρι της Ρούμελης). Баща е на гръцкия революционер Одисеас Андруцос.

## Биография
Роден е през 1740 година в Ливанатес, Фтиотида. Според други източници родно място на Андреас е село Лабаница до Аграфа. Умира през 1797 година в Константинопол.